# Paraconotrochus
Genre
Paraconotrochus est un genre de coraux durs de la famille des Caryophylliidae.

## Liste d'espèces
Le genre Oxysmilia comprend les espèces suivantes :
| Selon World Register of Marine Species (28 juin 2015) : - Paraconotrochus antarcticus Gardiner, 1929 - Paraconotrochus capense Gardiner, 1904 - Paraconotrochus zeidleri Cairns & Parker, 1992 | Selon ITIS (28 juin 2015) : - Paraconotrochus antarctica Gardiner, 1929 - Paraconotrochus capense Gardiner, 1904 - Paraconotrochus zeidleri Cairns & Parker, 1992 |